# Natriumdampf-Verfahren
Das Natriumdampf-Verfahren (englisch sodium vapor process oder seltener englisch Yellowscreen) ist eine fotochemische Filmtechnik zur Kombination von Schauspielern und Hintergrundmaterial, die auf einer Ausleuchtung der Filmszene durch die namensgebenden Natriumdampflampen basiert. Nach seiner Entwicklung in der britischen Filmindustrie und seiner Patentierung wurde das Natriumdampf-Verfahren vor allem von den Disney-Studios in den 1960er und 1970er Jahren verwendet.
Dem Film Mary Poppins wurde 1965 ein Oscar in der Kategorie Beste visuelle Effekte verliehen sowie ein Academy Award of Merit für die Erfinder und Weiterentwickler des Natriumdampf-Verfahrens: Wadsworth E. Pohl, Ub Iwerks und Petro Vlahos.

## Beschreibung des Verfahrens

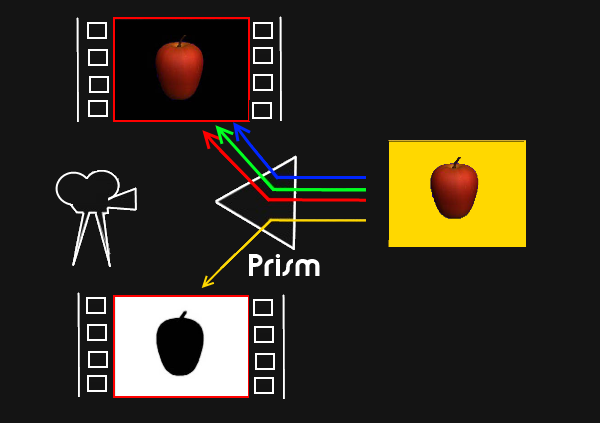
Prinzip des Natriumdampf-Verfahrens

Der kalte Natriumdampf strahlt fast ausschließlich Licht der Wellenlängen 589,00 nm und 589,59 nm aus, ein erheblich geringerer Wellenlängenbereich als das Blau im Bluescreen-Verfahren, das Licht der Wellenlängen von 435 nm bis 500 nm umfasst. Durch eine Verkleinerung des Wellenlängenbereichs kann die Genauigkeit bei der Isolierung eines Objekts erheblich verbessert werden, eine höhere Bildschärfe ist möglich und durch das Natriumdampf-Verfahren wird das Bild fast monochrom. Außerdem fällt das schmale Farbspektrum des Natriumgelbs in die Lücken des Farbfilms, sodass es beim Farbfilm nicht auf dem roten, grünen oder blauen Filmstreifen registriert wird.
Um den Effekt des Natriumdampf-Verfahrens für Filme zu nutzen, müssen die Schauspieler vor einer weißen Leinwand stehen, die mit dem stark monochromatischen gelben Licht von Natriumdampf-Niederdrucklampen beleuchtet wird.
Um in der Kamera das Licht des Natriumdampfs von den gefilmten Schauspielern zu trennen, schuf Ingenieur Petro Vlahos einen halbdurchlässigen Umlenkspiegel, der die Licht-Wellenlänge auf Höhe von 589 nm von den anderen Farben isolierte.
Die dazugehörige Natriumdampfkamera war ursprünglich eine Drei-Streifen-Strahlteiler-Kamera von Technicolor. Die Technicolor-Kamera verwendete passend zum Namen drei Filmstreifen, um Farbe darzustellen: Rot, Grün und Blau. Vor dem grünen Streifen erhielt der Blankfilm ein dünnes, aber kontrastreiches, schwarzweißes Silberbild, um die Farbtiefe zu erhöhen, was den Dreifarbendruck eigentlich zum Vierfarbendruck macht. Ab 1955 wurde bei Technicolor ein weiteres Verfahren verwendet, nach 1961 wurde das Silberbild durch Verbesserung der Farbmaterialien überflüssig und die Kamera obsolet. Vlahos modifizierte die Technicolor-Kamera, sodass sie statt der bisherigen drei Filmstreifen nur zwei Streifen ausgibt: einen normalen, für Natriumlicht unempfindlichen Farbnegativfilm sowie einen feinkörnigen Schwarzweißfilm, der extrem empfindlich für die spezifische Wellenlänge des Natriumdampfes ist. Der Schwarzweißfilm hilft dabei, eine animierte Maske (Travelling Matte) für die Nachproduktion zu schaffen.

## Vergleich zu anderen Filmmontage-Methoden
Als das Natriumdampf-Verfahren in den 1950er Jahren entwickelt wurde, gab es zwei weitere gängige Filmtechniken, um Schauspieler mit Hintergrundmaterial zu kombinieren, nämlich die Rückprojektion und Chroma Keying.
Das Filmmaterial für den Hintergrund muss bei der Rückprojektion bereits vorher aufgenommen werden. Da sich der Projektor nicht im selben Raum wie die Schauspieler befindet, wird für ihn ein zusätzlicher abgedunkelter Raum benötigt. Dieser kann durch ein Spiegelsystem klein gehalten werden. Die Lichtausbeute der Projektoren ist ebenfalls wichtig, da dieser an allen Stellen die komplette Scheibe durchdringen muss.
Chroma Keying alias Bluescreen bzw. Greenscreen hat gegenüber dem Natriumdampf-Verfahren mehrere Nachteile. Unscharfes Bildmaterial kann durch Chroma Keying nicht dargestellt werden ohne Bildverlust oder einen Rand in der Farbe des Screens. Auch transparente Gegenstände, wie ein Glas oder Schleier, verschwinden durch Chroma Keying. Die Darsteller sollten keine Kleidung in der Farbe des Screens tragen, da diese in der Filmmontage sonst ebenfalls teilweise oder komplett verschwindet. Glänzende Oberflächen wie Metall oder Brillen können den Screen reflektieren und so ebenfalls durch Chroma Keying entfernt werden.
Bei dem Natriumdampf-Verfahren konnte im Vergleich zur Rückprojektion die Szene besser ausgeleuchtet werden, Blausäume durch Chroma Keying an den Konturen wurden durch das Natriumdampf-Verfahren ebenfalls vermieden. Transparente Details wie Gläser und Schleier blieben hier erhalten, das natriumgelbe Licht und dessen spätere Entfernung hatte zudem eine vernachlässigbare Auswirkung auf menschliche Hauttöne. Jedoch war die Produktion des dazugehörigen halbdurchlässigen Umlenkspiegels sehr teuer: Nach heutigem Wissen wurden nur drei solche Umlenkspiegel produziert, einer davon ist in der einzigen Natriumdampf-Kamera, die im Besitz der Disney-Studios ist.

## Geschichte
Das Natriumdampf-Verfahren wurde beim Film das erste Mal für den Film Plain Sailing (1956) verwendet, damals für J. Arthur Ranks Filmfirma. Der Erfinder Petro Vlahos reichte 1958 das Patent für das Verfahren ein, das 1963 genehmigt wurde. In den Disney-Studios wurde das Verfahren das erste Mal von Vlahos und Ub Iwerks in Die Vermählung ihrer Eltern geben bekannt (The Parent Trap, 1961) und dessen Vorfilm Donald and the Wheel verwendet. Iwerks leitete auch die Verwendung des Natriumdampf-Verfahrens in Alfred Hitchcocks Film Die Vögel (The Birds, 1963), der von den Universal Studios produziert wurde.
Die Café-Szene mit den tanzenden Pinguinen in Mary Poppins hatte den Hintergrund durch das Natriumdampf-Verfahren durch eine Zeichnung ersetzt und ermöglichte es, dass Trickeffekte auch zwischen den gefilmten Schauspielern und dem Hintergrund agieren können. Weitere Vorteile gegenüber dem Chroma Keying zeigten sich in dem halbtransparenten Schleier, den Mary Poppins in der Szene trägt, sowie der blauen Fliege und den blauen Socken, die Burt trägt. Durch den sehr spezifischen Gelbton, den Natriumdampf hat, konnte Burt sogar eine gelb gestreifte Weste tragen.
Bei der Oscarverleihung 1965 wurde Petro Vlahos, Wadsworth E. Pohl und Ub Iwerks ein Academy Award of Merit „für die Einführung und Verbesserung von Techniken auf den Gebieten Bildmischer und Compositing“ (for the conception and perfection of techniques for Color Traveling Matte Composite Cinematography) verliehen.
Das Verfahren wurde in den Disney-Studios bis in die 1970er Jahre verwendet, das vorletzte Mal beim Film Das schwarze Loch, (The Black Hole, 1979). Der letzte bekannte Einsatz des Natriumdampf-Verfahrens war für den 1990er-Film Dick Tracy, für den es neben anderen Effekten wie Matte Painting und Miniaturen einmalig wieder verwendet wurde.
Von folgenden Filmen ist bekannt, dass sie das Natriumdampf-Verfahren einsetzten:
- Plain Sailing (1956)
- Donald and the Wheel (1961)
- Die Vermählung ihrer Eltern geben bekannt (The Parent Trap, 1961)
- Der fliegende Pauker (The Absent-Minded Professor, 1961)
- Die Vögel (The Birds, 1963)
- Die erste Fahrt zum Mond (First Men In The Moon, 1964)
- Mary Poppins (1964)
- Die tollkühne Hexe in ihrem fliegenden Bett (Bedknobs and Broomsticks, 1971)
- Insel am Ende der Welt (Island at the Top of the World, 1974)
- Die Semmelknödelbande (The Apple Dumpling Gang, 1975)
- Die Flucht zum Hexenberg (Escape to Witch Mountain, 1975)
- Gus (1976)
- Ein ganz verrückter Freitag (Freaky Friday, 1976)
- Elliot, das Schmunzelmonster (Pete's Dragon, 1977)
- Das schwarze Loch, (The Black Hole, 1979)
- Dick Tracy (1990)

Durch die Verbesserung der Bluescreen-Technik, die unter anderem von Petro Vlahos vorangetrieben wurde, verlor das Natriumdampf-Verfahren wegen seines höheren Aufwands immer mehr an Bedeutung. Zudem war die Natriumdampfkamera ein Unikat im Besitz der Disney-Studios, was die Verbreitung der Technik ebenfalls stoppte.
Am 7. April 2024 veröffentlichte das Produktionsstudio Corridor Crew ein Video, bei dem sie eine moderne, von Paul Debevec adaptierte Variante des Natriumdampf-Verfahrens einsetzten.